# Elecciones municipales de Ica de 1963
Las elecciones municipales de Ica de 1963 se llevaron a cabo el 15 de diciembre de 1963 para elegir al alcalde y al Concejo Provincial de Ica para el periodo 1964-1966. La elección se celebró simultáneamente con elecciones municipales en todo el país. Por primera vez en la historia del Perú, las autoridades locales fueron elegidas por voto universal alfabeto y directo.

## Sistema electoral
La Municipalidad Provincial de Ica es el órgano administrativo y de gobierno de la provincia de Ica. Está compuesta por el alcalde y el Concejo Provincial.
La votación del alcalde y el concejo se realiza en base al sufragio universal alfabeto, que comprende a todos los ciudadanos nacionales mayores de veintiún años, empadronados y residentes en la provincia de Ica y en pleno goce de sus derechos políticos.
El Concejo Provincial de Ica está compuesto por 14 concejales elegidos por sufragio directo para un período de tres (3) años, en forma conjunta con la elección del alcalde (quien lo preside). La votación es por lista cerrada y bloqueada. Se asigna a cada lista los escaños según el método d'Hondt.

## Partidos y candidatos
A continuación se muestra una lista de los principales partidos y alianzas electorales que participaron en las elecciones:
| Candidatura | Candidatura | Partidos y alianzas | Candidatos | Candidatos                    | Ideología                                           | Ref. |
| ----------- | ----------- | --- | ---------- | ----------------------------- | --------------------------------------------------- | ---- |
|             | AP–DC       | Lista - Alianza Acción Popular - Democracia Cristiana (AP–DC) – Acción Popular (AP) – Partido Demócrata Cristiano (DC)                          |            | Raymundo Elías de la Quintana | Liberalismo Humanismo Democracia cristiana          |      |
|             | APRA–UNO    | Lista - Coalición Partido Aprista Peruano - Unión Nacional Odriísta (APRA–UNO) – Partido Aprista Peruano (APRA) – Unión Nacional Odriísta (UNO) |            | José Oliva Razzeto            | Aprismo Conservadurismo social Populismo de derecha |      |

## Resultados

### Sumario general
|                        |                                                                        |              |              |              |            |            |
| Partidos y coaliciones | Partidos y coaliciones                                                 | Voto popular | Voto popular | Voto popular | Concejales | Concejales |
| Partidos y coaliciones | Partidos y coaliciones                                                 | Votos        | %            | +/−          | Total      | +/−        |
|                        | Coalición Partido Aprista Peruano - Unión Nacional Odriísta (APRA–UNO) | 16,580       | 60.55        | n/a          | 9          | n/a        |
|                        | Alianza Acción Popular - Democracia Cristiana (AP–DC)                  | 10,804       | 39.45        | n/a          | 5          | n/a        |
|                        |                                                                        |              |              |              |            |            |
| Total                  | Total                                                                  | 27,384       |              |              | 14         | n/a        |
|                        |                                                                        |              |              |              |            |            |
| Votos válidos          | Votos válidos                                                          | 27,384       | 89.76        | n/a          |            |            |
| Votos en blanco        | Votos en blanco                                                        | 1,308        | 4.29         | n/a          |            |            |
| Votos nulos            | Votos nulos                                                            | 1,816        | 5.95         | n/a          |            |            |
| Votos emitidos         | Votos emitidos                                                         | 30,508       | 88.38        | n/a          |            |            |
| Abstenciones           | Abstenciones                                                           | 4,011        | 11.62        | n/a          |            |            |
| Votantes registrados   | Votantes registrados                                                   | 34,519       |              |              |            |            |
|                        |                                                                        |              |              |              |            |            |
| Fuente:                |                                                                        |              |              |              |            |            |

### Concejo Provincial de Ica
| Cargo                      | Autoridad electa              | Partido político | Partido político   |
| -------------------------- | ----------------------------- | ---------------- | ------------------ |
| Alcalde Provincial de Ica  | José Oliva Razzeto            |                  | Coalición APRA-UNO |
| Concejal Provincial de Ica | Guillermo Villar Ríos         |                  | Coalición APRA-UNO |
| Concejal Provincial de Ica | Gilberto Silva Elcolobarrutia |                  | Coalición APRA-UNO |
| Concejal Provincial de Ica | Salvador Chuecas Guerrero     |                  | Coalición APRA-UNO |
| Concejal Provincial de Ica | Juan Hercilla Piñeyro         |                  | Coalición APRA-UNO |
| Concejal Provincial de Ica | Homero Flores Fajardo         |                  | Coalición APRA-UNO |
| Concejal Provincial de Ica | Otto Medina Holguín           |                  | Coalición APRA-UNO |
| Concejal Provincial de Ica | Vitalia Ascón de Torrealva    |                  | Coalición APRA-UNO |
| Concejal Provincial de Ica | Walter Salazar Jibaja         |                  | Coalición APRA-UNO |
| Concejal Provincial de Ica | Eugenio Andía Solís           |                  | Coalición APRA-UNO |
| Concejal Provincial de Ica | Alberto del Solar Kreitz      |                  | Alianza AP-DC      |
| Concejal Provincial de Ica | Pedro Uribe Luna              |                  | Alianza AP-DC      |
| Concejal Provincial de Ica | Julio Nieri Cabrera           |                  | Alianza AP-DC      |
| Concejal Provincial de Ica | Ricardo Ferrari Cecilio       |                  | Alianza AP-DC      |
| Concejal Provincial de Ica | César Sánchez Caballero       |                  | Alianza AP-DC      |

## Elecciones municipales distritales

### Sumario general
| Partidos y coaliciones | Partidos y coaliciones                                                 | Voto popular | Voto popular | Voto popular | Alcaldías | Alcaldías |
| Partidos y coaliciones | Partidos y coaliciones                                                 | Votos        | %            | +/−          | Total     | +/−       |
| ---------------------- | ---------------------------------------------------------------------- | ------------ | ------------ | ------------ | --------- | --------- |
|                        | Coalición Partido Aprista Peruano - Unión Nacional Odriísta (APRA–UNO) | 4,348        | 55.97        | n/a          | 7         | n/a       |
|                        | Alianza Acción Popular - Democracia Cristiana (AP–DC)                  | 2,061        | 26.53        | n/a          | 1         | n/a       |
|                        | Listas independientes distritales                                      | 1,359        | 17.49        | n/a          | 2         | n/a       |
|                        |                                                                        |              |              |              |           |           |
| Total                  | Total                                                                  | 7,768        |              |              | 10        | n/a       |
|                        |                                                                        |              |              |              |           |           |
| Votos válidos          | Votos válidos                                                          | 7,768        | 90.39        | n/a          |           |           |
| Votos en blanco        | Votos en blanco                                                        | 466          | 5.42         | n/a          |           |           |
| Votos nulos            | Votos nulos                                                            | 360          | 4.19         | n/a          |           |           |
| Votos emitidos         | Votos emitidos                                                         | 8,594        | n/d          | n/a          |           |           |
| Abstenciones           | Abstenciones                                                           | n/d          | n/d          | n/a          |           |           |
| Votantes registrados   | Votantes registrados                                                   | n/d          |              |              |           |           |
|                        |                                                                        |              |              |              |           |           |
| Fuente:                |                                                                        |              |              |              |           |           |

### Resultados por distrito
La siguiente tabla enumera el control de los distritos de la provincia de Ica.
| Distrito                | Alcalde(sa) electo(a)     | Partido político | Partido político                 |
| ----------------------- | ------------------------- | ---------------- | -------------------------------- |
| La Tinguiña             | Jorge Cevasco Villagarcía |                  | Unión Independiente Tinguiñana   |
| Los Aquijes             | Manuel Elías Hernández    |                  | Coalición APRA-UNO               |
| Parcona                 | Juan Gómez Escate         |                  | Coalición APRA-UNO               |
| Pueblo Nuevo            | Pedro Tipacti Ríos        |                  | Coalición APRA-UNO               |
| Salas                   | Juan Cucho Sanabria       |                  | Alianza AP-DC                    |
| San José de los Molinos | Mauro Bonifaz Valle       |                  | Coalición APRA-UNO               |
| San Juan Bautista       | Leoncio Torres Flores     |                  | Frente Independiente Progresista |
| Santiago                | Ángel Elías Muñante       |                  | Coalición APRA-UNO               |
| Subtanjalla             | José Flores Lévano        |                  | Coalición APRA-UNO               |
| Yauca del Rosario       | Juan Ormeño Gamboa        |                  | Coalición APRA-UNO               |